# سندباد (مجلة)
مجلة سندباد مجلة أطفال مصرية أسبوعية، تصدر كل يوم خميس. صدر أول عدد منها في 3 يناير، 1952م. وتعتبر أول مجلة أطفال عربية. مؤسسها ورئيس تحريرها هو الأديب محمد سعيد العريان. صدر العدد الأخير منها في 7 يوليو 1960م.
كانت المجلة توزع في جميع الدول العربية، وكانت قصص المجلة تُصاغ بأسلوب أدبي راقٍ ومشوق جدًا. كانت المجلة تحرص على نشر قصة عربية وقصة من الأدب العالمي المترجم وكانت تظهر فيها العديد من القصص المسلسلة التي تُنشر في عدد من الحلقات.
كانت «سندباد» تصدر كل يوم خميس، وتنفذ خلال ساعات. بطل المجلة سندباد؛ الطفل الأسطورة المستوحَى من قصص «ألف ليلة وليلة»، حاملاً عصاه وصُرّتَه ومنظاره الصغير وخلفه «نمرود» كلبه الذي يرافقه في رحلاته، باحثاً عن أبيه «شاه بندر» التاجر المفقود.
كان رسامها الوحيد تقريباً من الغلاف إلى الغلاف هو الفنان حسين بيكار. وشارك معه أحياناً زهدي وكمال الملاخ وموريللي وكامل مصطفى. تطورت المجلة وظهر فيها شخصيات أكثر مع مرور السنوات حتى آخر عدد.

## الشخصيات الرَّئيسة
- «سندباد» الفتى الذي تحمل المجلة اسمه، نراه ومعه صرةً وعصاً ومنظاراً، يواصل البحث عن أبيه الشهبندر.
- «نمرود» كلب سندباد الذي يرافقه دائمًا.
- «قمر زاد» أخت سندباد ذات الملامح الجميلة.
- «العمة مشيرة» عمة سندباد، وهي ترد على رسائل وأسئلة الأصدقاء وتساهم في حل مشكلاتهم.
- «صفوان» ابن عم سندباد ومساعده «ياقوت»، وله مغامرات منفصلة عن سندباد، وتأخذ الطابع البوليسي.
- «زوزو» الأصلع ذو الشعرة الوحيدة، وهو شخصية ظريفة ظهرت في السنة التاسعة من مجلة سندباد.
- وهناك شخصيات أخرى، تظهر لفترة ثم تختفي، مثل «أرنباد» و«سوسوباد» والحمامة «نجاة» و«بسبس» و«فرفر» وغيرهم.

## الأبواب
- رحلات سندباد - قصة كتابية طويلة مسلسلة.
- معرض سندباد - صفحة فيها أعمال يدوية تصنعها بنفسك في البيت.
- مكتبة سندباد - صفحة كتابية متنوعة قد تكون قصة من ألف ليلة وليلة، أو مواضيع علمية.
- من قصص الشعوب - قصة مكتوبة من إحدي دول العالم.
- كان يا مكان - قصة كتابية طويلة مسلسلة.
- تعال نلعب - صفحة ألغاز ومسابقات.
- بريد من جميع البلاد.

## الطاقم
- محمد سعيد العريان، أحد كبار كتاب مصر وأصدر مجلة سندباد أوائل سنة 1952، وظل يرأس تحريرها لأكثر من عشر سنوات وكانت طرازا لم يسبق ولم يلحق في مجلات الأطفال.
- حسين بيكار، الرسام الأساسي في المجلة.
- محيي الدين اللباد، رسام وفنان تشكيلي مصري.
- موريللي، رسام عالمي إيطالي رسم أحد الشخصيات الأساسية بالمجلة، شخصية «زوزو».
- الرسام يوسف فرنسيس.
- الرسام تاعب.كان قاري لمجلة سندباد حتي عمل رساما بها عام 1960 ثم عمل رسام بدار الهلال سنة 1964 ثم انتقل الي مجلة أكتوبر رسام كاريكاتير سنة 1976 وأكبر ابنائه الدكتور محمد تاعب بكلية الفنون الجميلة.
- فنان الكارتير زهدي العدوي.
- الرسام أبو زيد.